# Hypsagonus quadricornis
Hypsagonus quadricornis és una espècie de peix pertanyent a la família dels agònids.

## Descripció
- Fa 12 cm de llargària màxima (normalment, en fa 10) i 24 g de pes.
- Nombre de vèrtebres: 35-37.[3][4]

## Depredadors
A Alaska és depredat per Hippoglossus stenolepis.

## Hàbitat
És un peix marí, demersal, no migratori i de clima temperat (1 °C-9 °C; 62°N-46°N, 171°E-121°W) que viu entre 0-452 m de fondària.

## Distribució geogràfica
Es troba al Pacífic nord: des del mar d'Okhotsk, el mar del Japó, les illes Kurils i el mar de Bering fins a Puget Sound (Washington, els Estats Units).

## Longevitat
La seua esperança de vida és de 7 anys.

## Observacions
És inofensiu per als humans.